# NATO (album)
Pour les articles homonymes, voir Nato.
Albums de Laibach
Ljubljana-Zagreb-Beograd
(1993) Occupied Europe NATO Tour 1994-95
(1996)
NATO est un album de Laibach, sorti le 10 octobre 1994.

## Historique
Sorti pendant les guerres de Yougoslavie, NATO est un album de reprises.  La thématique principale est la domination de l'Europe de l'Ouest et du capitalisme sur les pays de l'ex-bloc soviétique, et le prix payé par l'ex-Yougoslavie. 

Le premier titre, N.A.T.O. se base sur le thème de « Mars, The Bringe of War » de l’œuvre « Les Planètes » de Gustav Holst. L'album se termine sur « Mars On River Drina », inspiré du chant patriotique serbe « La Marche sur la Drina » (Марш на Дрину en cyrillique) composé pendant la Première Guerre mondiale par Stanislav Binički. Certains morceaux voient leurs textes modifiés, comme « War » de The Temptations, où une voix féminine égrène les noms de multinationales d'Europe de l'Ouest :
« War! What is it good for? War! What is it good for? GM, IBM, Newsweek, CNN Universal European ITV, VCR »
D'autres ont leur nom original modifié, comme pour « Indian Reservation » devenu « National Reservation », les paroles sont aussi remaniées pour coller à la situation des populations de l'est de l'Europe :
« They took the whole eastern nation. Moved us on these reservations. Took away our ways of life. »
La tournée Occupied Europe NATO Tour 1994-95 a suivi la sortie de l'album. Elle se termine avec deux concerts à Sarajevo, les 20 et 21 novembre 1995 à Sarajevo, à la fin des négociations sur l'accord de paix de Dayton.  

### Vidéos
Trois vidéos sortent pour faire la promotion de l'album. « War », dirigé par Goran Bihać, est un film d'animation centré sur la fameuse croix de Laibach. « The Final Countdow » et « In The Army Now » sont réalisés par Laibach et Arxel sous la forme d'images de synthèse.

## Liste des titres
| No | Titre                | Auteur                             | Durée |
| -- | -------------------- | ---------------------------------- | ----- |
| 1. | N.A.T.O.             | Gustav Holst                       | 5:45  |
| 2. | War                  | The Temptations                    | 4:10  |
| 3. | Final Countdown      | Europe (groupe)                    | 5:40  |
| 4. | In The Army Now      | Bolland & Bolland                  | 4:31  |
| 5. | Dogs Of War          | Pink Floyd                         | 4:43  |
| 6. | Alle Gegen Alle      | Deutsch Amerikanische Freundschaft | 3:52  |
| 7. | National Reservation | Paul Revere & the Raiders          | 3:46  |
| 8. | 2525                 | Zager and Evans                    | 3:48  |
| 9. | Mars On River Drina  | Stanislav Binički                  | 4:48  |

## Crédits

### Enregistrement et production
- Laibach - production, arrangements
- Slavko Avensik Jr. - arrangements (chœurs et orchestre)
- Ave Chamber Choir - chœurs
- 300,000 V.K. - boites à rythmes
- John Dent - mastering
- Spencer May - mixage
- Julian Briottet - mixage
- Paul Kendall - mixage
- Mark Stent - mixage, assistant production
- Silvester Žnidaršič - ingénieur du son
- Felix Casio - ingénieur du son
- Peter Zbačnik - assistant ingénieur du son
- Borut Kržišnik - support technique
- Felix Casio - support technique
- Iztok Turk - support technique
- Janez Križaj - support technique
- Nikola Sekulovič - support technique

### Conception graphique
- Studio NK - conception graphique
- Slim Smith - maquette

## Versions
| Type | Label        | Référence    | Année | Pays                                     |
| ---- | ------------ | ------------ | ----- | ---------------------------------------- |
| LP   | Mute Records | STUMM 121    | 1994  | Allemagne, Royaume-Uni                   |
| CD   | Mute Records | CDSTUMM121   | 1994  | Allemagne, Europe, Royaume-Uni           |
| CD   | Indisc       | 2101072      | 1994  | Belgique                                 |
| CD   | Mute Records | MUTE 61714-2 | 1994  | USA                                      |
| CD   | Feelee       | FL3048-2     | 1996  | Russie                                   |
| K7   | Mute Records | CSTUMM 121   | 1994  | Pologne, République Tchèque, Royaume-Uni |